# Brachyzapus tenuiabdominalis
Brachyzapus tenuiabdominalis är en stekelart som först beskrevs av Tohru Uchida 1941.  Brachyzapus tenuiabdominalis ingår i släktet Brachyzapus och familjen brokparasitsteklar. Inga underarter finns listade.